# Vákár Péter Arthur
Vákár Péter Arthur (névváltozat: Vákár P. Artúr; Gyergyószentmiklós, 1879. május 23. – Gyergyószentmiklós, 1958. február 11.) diplomata, lapkiadó, közíró, örmény származású magyar királyi kormánytanácsos.

## Életrajz
Az erdélyi örmény Vákár család leszármazottja. (örmény név: vacharrogh 'վաճառող')
Elemi iskoláit Gyergyószentmiklóson végezte. Középiskolai tanulmányait politizálása miatt több helyen végezte el (Gyergyószentmiklóson, Csíksomlyón, Marosvásárhelyen, Kolozsváron, Déván, Gyulafehérváron, Nagyszebenben és Szamosújváron). A Jog és Államtudományi egyetemen folytatta tanulmányait, Bécsben, Budapesten és Kolozsváron, ahol 1916-ban doktorált. A budapesti Országos Színművészeti Akadémián is tanult, ahol színi diplomát szerzett.
Tanulmányai befejezése után visszatért Gyergyószentmiklósra, ahol a képviselő-testületnek és a Csík vármegye törvényhatósági bizottságának ellenzéki vezére lett. Tagja volt a Marosvásárhelyi Kereskedelmi Iparkamarának, az EMKE, az EKE és az Erdélyi Szövetség igazgató tanácsának. 1904-ben megalapította a Csíkvármegye című politikai hetilapot és a Kossuth Nyomdát. A hetilap haladó szellemű cikkei hozzájárultak szülőhelye várossá válásához és gazdasági fejlődéséhez. A lap hasábjain indította el a gyergyószentmiklósi Árvaház megalapításának (alapítványának 10 000 koronát adományozott), valamint a főgimnázium létesítésének gondolatát. A lap 1918-ig folyamatosan, 1918–1920 között (Budapesten) megszakításokkal jelent meg. Kossuth párti politikusként vetette fel egy főtéri Kossuth-szobor felállításának gondolatát, és részt vett a szoborbizottság munkájában mint alelnök.
Megalapította a Gyergyói Múzeum és Könyvtár Egyesületet, a létrehozott gyűjteményt a mai múzeum elődjeként tartják számon. 1916-ban az Országházban egyedüli magyar politikusként szólal fel a törökországi örmény genocídium ellen. Az első világháború alatt 1916-ban a kelet-magyarországi főkormánybiztosság Csíkvármegye kormánybiztosává nevezi ki. A Székely Nemzeti Tanács gyergyói részének elnöke volt. Mint a gyergyói medence közhatóságának vezetője, 1919-ben az antant fegyverszüneti bizottságát és a bevonuló román csapatokat fogadta. Ekkor tartóztatták le, majd Ditróba, később Nagyszebenbe szállították. Maniu Gyula menlevele mentette meg a kivégzéstől, azonban véglegesen el kellett hagynia a román határt, és családját kiutasították az országból. Budapesten a Székely Nemzeti Tanács, valamint annak Külügyi Tanácsa igazgatósági tagjává választotta. Megalapította az Erdélyi Menekültek Segítő Hivatalát. 1920-ban miniszteri biztosként az Országos Menekültügyi Hivatal helyettes vezetőjévé nevezték ki. Erdélyért folytatott munkájának elismeréseként 1923-ban kormánytanácsossá nevezte ki a Kormányzó. Megalapította a Magyar-Amerikai Híradó sajtótudósító szervezetet. 1928-ban részt vett a Kossuth-zarándoklaton, New Yorkban négy székely vármegye földjét helyezte el a Kossuth-szobor talapzatához annak felavatásakor.
Hazai és külföldi újságcikkekben ismertette Erdély sorsát, de számos politikai tanulmányt is írt. Több drámáját és színdarabját sikerrel mutatták be magyarországi és amerikai magyar színházak. A magyarországi állatvédelem terén is fejtett ki tevékenységet, ennek elismeréseként 1930–1945 között a Magyar Állatvédők Országos Egyesülete elnöki tisztségét tölthette be.
A második világháború idején sokat dolgozott Erdély és különösen Gyergyó ipari-gazdasági fellendülése érdekében. A második világháború vége felé kiállt az erdélyi menekültek érdekeiért. A háború befejezését Budapesten érte meg, szülővárosa iránti szeretete azonban hazavitte Gyergyószentmiklósra, ahol élete utolsó éveit töltötte.

## Munkái
- Gyergyószentmiklós város jövője (1908)
- Tanulmány Gyergyószentmiklós város vízvezetéke, csatornázása és közvilágítása (1911)
- Gyilkostói Kalauz (1914)